# Nowa Kastylia

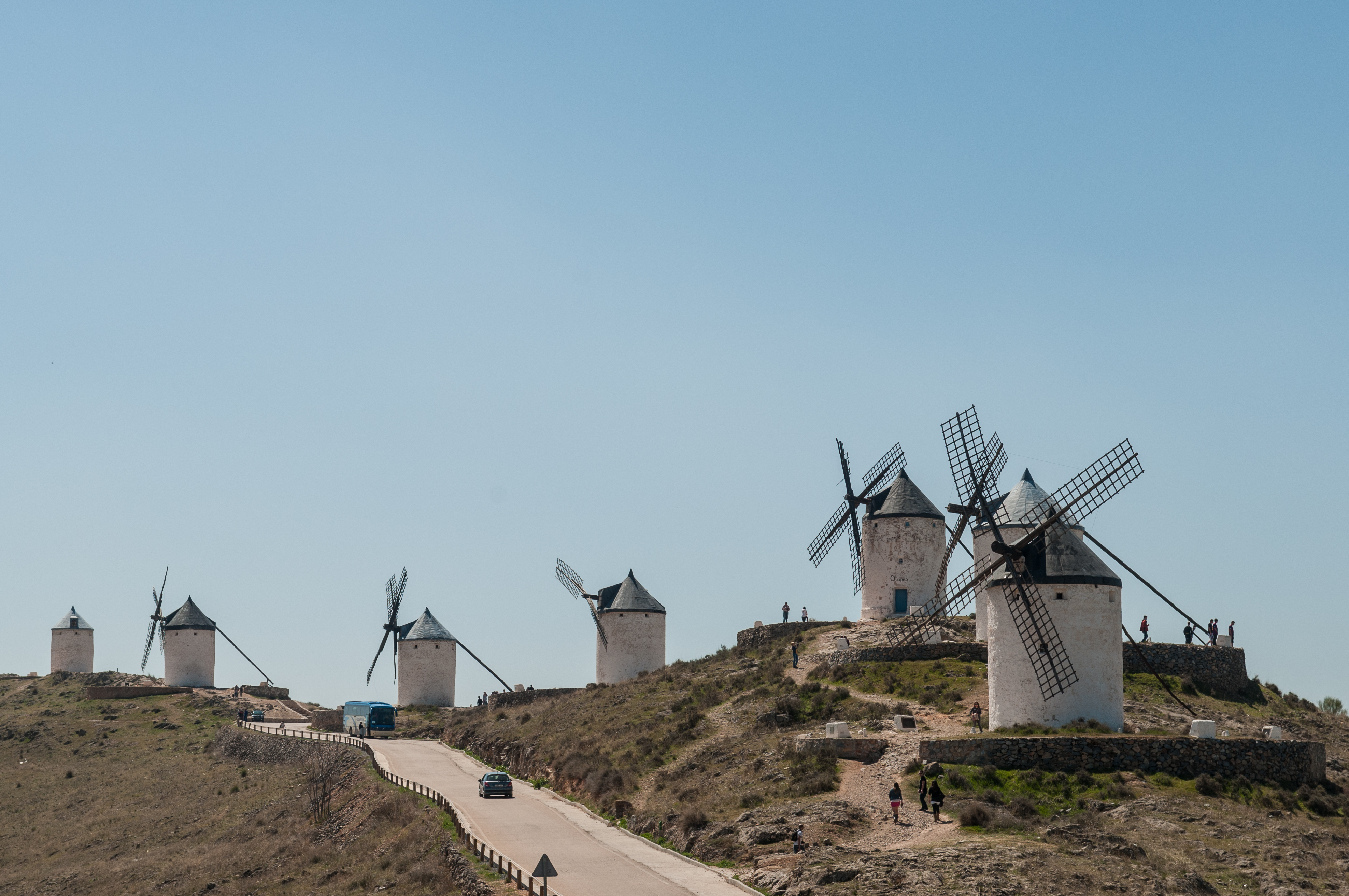
Wiatraki w Consuegra

Nowa Kastylia (hiszp. Castilla la Nueva) – kraina historyczna w środkowej Hiszpanii, położona na południu Mesety Iberyjskiej (Wyżyna Nowej Kastylii), stanowiąca południową część Kastylii. Granice regionu w przybliżeniu odpowiadają średniowiecznemu państwu Maurów, Taifie Toledo, podbitemu i przyłączonemu do Królestwa Kastylii w XI wieku.
Podczas reformy administracyjnej w 1833 zdefiniowany został region historyczny Nowa Kastylia obejmujący prowincje Ciudad Real, Cuenca, Guadalajara, Madryt i Toledo, o łącznej powierzchni 72 363 km². Jednostka funkcjonowała do 1979 roku, gdy dokonano jej podziału – prowincja Madryt stała się samodzielną wspólnotą autonomiczną Madryt, a pozostałe prowincje, wraz z Albacete, weszły w skład wspólnoty Kastylia-La Mancha.
Główne miasta w regionie to Madryt, Talavera de la Reina, Guadalajara, Toledo i Ciudad Real.